# Craig Joubert
Craig Joubert (wym. [juˈbæːr], ur. 8 listopada 1977 w Durbanie) – południowoafrykański międzynarodowy sędzia rugby union. Sędziował w Currie Cup, Super Rugby, a także w rozgrywkach reprezentacyjnych, w tym w IRB Sevens World Series i Pucharze Świata.

## Życiorys
Uczęszczał do Maritzburg College, grał wówczas jako łącznik ataku lub obrońca, reprezentując również Natal w kategorii U-13. Sędziowanie rozpoczął podczas nauki, w wieku piętnastu lat, idąc w ślady ojca – uznanego regionalnego arbitra. W tej samej szkole karierę rozpoczynał międzynarodowy arbiter Ian Rogers. Następnie studiował na University of Natal uzyskując tytuł Bachelor of Commerce i przez pięć lat pracował w bankowości, zanim został zawodowym arbitrem.
Jego najważniejszymi meczami w krajowych rozgrywkach były finały Currie Cup w latach 2010 i 2014. W Super 12 sędziował od 2005 roku, przebijając się do panelu po odejściu Andy'ego Turnera i André Watsona. Trzykrotnie prowadził finał tych rozgrywek, w edycjach 2010, 2013 i 2014.
Doświadczenie zbierał w turniejach juniorskich klasy mistrzowskiej, jak Mistrzostwa Świata U-21 w Rugby Union Mężczyzn 2002. Na arenie międzynarodowej w rozgrywkach seniorskich zadebiutował w turniejach rugby 7 z cyklu IRB Sevens World Series w roku 2002. Sędziował w wielu zawodach, w tym finałach turniejów Hong Kong Sevens, Australia Sevens, South Africa Sevens, New Zealand Sevens, USA Sevens i France Sevens, zaś jego ostatnim spotkaniem był finał Pucharu Świata 2005. W związku z debiutem rugby siedmioosobowego na igrzyskach olimpijskich powrócił do cyklu na sezon 2015/2016.
Jego pierwszym testemeczem było spotkanie Namibia–Uganda w roku 2003, zaś od 2005 roku prowadził pod auspicjami IRB mecze najlepszych zespołów na świecie. Do sędziowania Pucharu Sześciu Narodów został po raz pierwszy wyznaczony w edycji 2007 i odtąd corocznie pojawiał się w tym turnieju. Z kolei w panelu arbitrów na Puchar Trzech Narodów znajdował się od roku 2008. W trakcie kariery sędziował także spotkania podczas tournée British and Irish Lions w latach 2009 i 2013.
Na Pucharze Świata 2007 pełnił rolę sędziego liniowego, głównym arbitrem był natomiast w 2011. Dzięki dobrej postawie w całym turnieju w roku 2011 został jednogłośnie nominowany do poprowadzenia wielkiego finału. Zgodnie z tradycją sędziował następnie rozpoczynający kolejne kwalifikacje mecz Meksyku z Jamajką. Został także nominowany cztery lata później, gdzie w fazie grupowej poprowadził cztery spotkania. Jego ostatnim pojedynkiem w edycji 2015 był ćwierćfinał pomiędzy Australią i Szkocją, który zakończył się w kontrowersyjnych okolicznościach. Decyzję przyznającą Australijczykom karnego powszechnie krytykowano, a za błędną uznał ją w oświadczeniu także World Rugby, co z kolei wzbudziło reakcję ekspertów obawiających się udzielenia pozwolenia na oficjalną krytykę arbitrów.
W 2011 roku otrzymał wyróżnienie dla najlepszego południowoafrykańskiego arbitra. Joubert nie stronił także od sędziowania meczów juniorskich i szkolnych oraz krykietowych.
Żonaty z Charmaine, syn Max.